# Élections cantonales de 1919 en Ille-et-Vilaine
Les élections cantonales françaises de 1919 ont eu lieu les 14 et 21 décembre 1919.

## Assemblée départementale sortante
| Parti                                          | Sigle       | Élus |
| ---------------------------------------------- | ----------- | ---- |
| Gauche (24 sièges)                             |             |      |
| Radical indépendant                            | Rad.ind     | 11   |
| Républicain de Gauche                          | Rép.G       | 10   |
| Radical-socialiste                             | Rad-Soc     | 2    |
| Parti républicain socialiste                   | Rép-Soc     | 1    |
| Droite (19 sièges)                             |             |      |
| Conservateur                                   | Conserv.    | 14   |
| Républicain libéral                            | Rép.libéral | 4    |
| Fédération républicaine                        | Rép.ERD     | 1    |
| Socialiste (0 siège)                           |             |      |
| Section française de l'Internationale ouvrière | SFIO        | 0    |
| Président du conseil général                   |             |      |
| René Brice (Rép.ERD)                           |             |      |

## Assemblée départementale élue
| Parti                                          | Sigle       | Élus  |
| ---------------------------------------------- | ----------- | ----- |
| Gauche (21 sièges)                             |             |       |
| Républicain de Gauche                          | Rép.G       | 13 ↑3 |
| Radical indépendant                            | Rad.ind     | 5 ↓6  |
| Radical-socialiste                             | Rad-Soc     | 2     |
| Parti républicain socialiste                   | Rép-Soc     | 1     |
| Droite (21 sièges)                             |             |       |
| Conservateur                                   | Conserv.    | 13↓1  |
| Républicain libéral                            | Rép.libéral | 4     |
| Fédération républicaine                        | Rép.ERD     | 4↑3   |
| Socialiste (1 siège)                           |             |       |
| Section française de l'Internationale ouvrière | SFIO        | 1↑1   |
| Président du conseil général                   |             |       |
| René Brice (Rép.ERD)                           |             |       |

## Résultats pour le conseil général

### Arrondissement de Rennes

#### Canton de Rennes-Nord-Est
|          | Louis Deschamps * | Radical indépendant | 2 524 | 76,28 |  |  |
|          |                   |                     |       |       |  |  |
| Inscrits |                   |                     |       |       |  |  |
| Votants  | Votants           | Votants             | 3 309 |       |  |  |
| Exprimés | Exprimés          | Exprimés            | 2 677 | 80,90 |  |  |

*sortant

#### Canton de Rennes-Nord-Ouest
Jean-Baptiste Guérin (Action libérale) élu depuis 1913 ne se représente pas.
| Candidats | Candidats       | Étiquette             | Premier tour | Premier tour | Ballotage | Ballotage |
| Candidats | Candidats       | Étiquette             | Voix         | %            | Voix      | %         |
| --------- | --------------- | --------------------- | ------------ | ------------ | --------- | --------- |
|           | Étienne Pinault | Action libérale (*)   | 1 490        | 44,21        | 1 769     | 93,20     |
|           | Albert Aubry    | SFIO                  | 979          | 29,05        |           |           |
|           | Georges Jaigu   | Radical indépendant   | 539          | 15,99        |           |           |
|           | François Jestin | Républicain de gauche | 278          | 8,25         |           |           |
|           |                 |                       |              |              |           |           |
| Inscrits  | Inscrits        | Inscrits              | 6 828        |              | 6 828     |           |
| Votants   | Votants         | Votants               | 3 530        | 51,70        | 1 898     | 27,80     |
| Exprimés  | Exprimés        | Exprimés              | 3 370        | 95,47        | 1 892     | 99,68     |

*sortant

#### Canton de Rennes-Sud-Est
| Candidats | Candidats         | Étiquette                          | Premier tour | Premier tour | Ballotage | Ballotage |
| Candidats | Candidats         | Étiquette                          | Voix         | %            | Voix      | %         |
| --------- | ----------------- | ---------------------------------- | ------------ | ------------ | --------- | --------- |
|           | René Le Hérissé * | Républicain de gauche (ex Radical) | 1 260        | 34,41        | 904       | 22,39     |
|           | Eugène Quessot    | SFIO                               | 1 200        | 32,77        | 1 680     | 41,61     |
|           | Eugène Delahaye   | Action libérale                    | 1 134        | 30,97        | 1 453     | 35,98     |
|           |                   |                                    |              |              |           |           |
| Inscrits  |                   |                                    |              |              |           |           |
| Votants   | Votants           | Votants                            | 3 881        |              | 4 161     |           |
| Exprimés  | Exprimés          | Exprimés                           | 3 662        | 94,36        | 4 038     | 97,04     |

*sortant

#### Canton de Rennes-Sud-Ouest
|          | Jean-Marie Maugère * | Républicain de gauche | 2 229 | 85,47 |  |  |
|          |                      |                       |       |       |  |  |
| Inscrits |                      |                       |       |       |  |  |
| Votants  | Votants              | Votants               | 2 608 |       |  |  |
| Exprimés | Exprimés             | Exprimés              | 2 419 | 92,75 |  |  |

*sortant

#### Canton de Chateaugiron
|          | Pierre Barbot * | Républicain de gauche | 1 086 | 76,05 |  |  |
|          | Charles Brisou  | Action libérale       | 328   | 22,97 |  |  |
|          |                 |                       |       |       |  |  |
| Inscrits | Inscrits        | Inscrits              | 2 307 |       |  |  |
| Votants  | Votants         | Votants               | 1 643 | 71,22 |  |  |
| Exprimés | Exprimés        | Exprimés              | 1 428 | 86,91 |  |  |

*sortant

#### Canton de Hédé
Jean Allain des Beauvais (Radical indépendant) élu depuis 1896 ne se représente pas.
|          | Fernand Marçais | Rép.ERD  | 1 446 | 83,68 |  |  |
|          |                 |          |       |       |  |  |
| Inscrits | Inscrits        | Inscrits | 2 177 |       |  |  |
| Votants  | Votants         | Votants  | 1 728 | 79,38 |  |  |
| Exprimés | Exprimés        | Exprimés | 1 520 | 87,96 |  |  |

*sortant

#### Canton de Janzé
|          | André de Villoutreys * | Action libérale | 2 046 | 92,20 |  |  |
|          |                        |                 |       |       |  |  |
| Inscrits |                        |                 |       |       |  |  |
| Votants  | Votants                | Votants         | 2 093 |       |  |  |
| Exprimés | Exprimés               | Exprimés        | 1 819 | 86,91 |  |  |

*sortant

#### Canton de Liffré
| Candidats | Candidats              | Étiquette             | Premier tour | Premier tour | Ballotage | Ballotage |
| Candidats | Candidats              | Étiquette             | Voix         | %            | Voix      | %         |
| --------- | ---------------------- | --------------------- | ------------ | ------------ | --------- | --------- |
|           | Jules Delalande *      | Républicain de gauche | 804          | 45,35        | 1 182     | 67,66     |
|           | Pierre Brisou-Guézille | Action libérale       | 486          | 27,41        |           |           |
|           | Philibert de Parthenay |                       | 473          | 26,68        |           |           |
|           |                        |                       |              |              |           |           |
| Inscrits  | Inscrits               | Inscrits              | 2 588        |              | 2 588     |           |
| Votants   | Votants                | Votants               | 1 934        | 74,73        | 1 773     | 68,51     |
| Exprimés  | Exprimés               | Exprimés              | 1 773        | 91,68        | 1 747     | 98,53     |

*sortant

#### Canton de Mordelles
Paul de Farcy (Conservateur) élu depuis 1877 ne se représente pas.
|          | Robert de Toulouse-Lautrec * | Conservateur | 1 022 | 90,60 |  |  |
|          |                              |              |       |       |  |  |
| Inscrits | Inscrits                     | Inscrits     | 1 861 |       |  |  |
| Votants  | Votants                      | Votants      | 1 128 | 60,61 |  |  |
| Exprimés | Exprimés                     | Exprimés     | 1 026 | 90,96 |  |  |

*sortant

#### Canton de Saint-Aubin-d'Aubigné
Émile Beillard (Radical indépendant) élu depuis 1883 est mort.
|          | Paul Picard | Républicain de gauche | 2 166 | 87,16 |  |  |
|          |             |                       |       |       |  |  |
| Inscrits |             |                       |       |       |  |  |
| Votants  | Votants     | Votants               | 2 485 |       |  |  |
| Exprimés | Exprimés    | Exprimés              | 2 246 | 90,38 |  |  |

*sortant

### Arrondissement de Saint-Malo

#### Canton de Saint-Malo
|          | Alphonse Gasnier-Duparc * | Radical-socialiste | 1 568 | 72,29 |  |  |
|          | Mr Dubreuil               |                    | 122   | 6,55  |  |  |
|          |                           |                    |       |       |  |  |
| Inscrits | Inscrits                  | Inscrits           | 4 732 |       |  |  |
| Votants  | Votants                   | Votants            | 2 169 | 45,84 |  |  |
| Exprimés | Exprimés                  | Exprimés           | 1 864 | 85,94 |  |  |

*sortant

#### Canton de Cancale
|          | Charles Guernier * | Radical indépendant | 1 907 | 76,96 |  |  |
|          |                    |                     |       |       |  |  |
| Inscrits | Inscrits           | Inscrits            | 4 339 |       |  |  |
| Votants  | Votants            | Votants             | 2 478 | 57,11 |  |  |
| Exprimés | Exprimés           | Exprimés            | 2 207 | 89,06 |  |  |

*sortant

#### Canton de Chateauneuf-d'Ille-et-Vilaine
|          | Pierre Lainé * | Républicain de gauche | 1 388 | 88,86 |  |  |
|          |                |                       |       |       |  |  |
| Inscrits | Inscrits       | Inscrits              | 2 835 |       |  |  |
| Votants  | Votants        | Votants               | 1 562 | 55,10 |  |  |
| Exprimés | Exprimés       | Exprimés              | 1 430 | 91,55 |  |  |

*sortant

#### Canton de Combourg
Jules Corvaisier (Radical indépendant) élu depuis 1913 est mort.
|          | Charles Dayot | Républicain de gauche | 1 501 | 71,65 |  |  |
|          |               |                       |       |       |  |  |
| Inscrits | Inscrits      | Inscrits              | 3 992 |       |  |  |
| Votants  | Votants       | Votants               | 2 095 | 52,48 |  |  |
| Exprimés | Exprimés      | Exprimés              | 1 610 | 76,85 |  |  |

*sortant

#### Canton de Dinard
|          | Paul Crolard *  | Rép-Soc               | 1 545 | 66,62 |  |  |
|          | Auguste Poulain | Républicain de gauche | 720   | 31,05 |  |  |
|          |                 |                       |       |       |  |  |
| Inscrits | Inscrits        | Inscrits              | 4 263 |       |  |  |
| Votants  | Votants         | Votants               | 2 382 | 55,88 |  |  |
| Exprimés | Exprimés        | Exprimés              | 2 319 | 97,36 |  |  |

*sortant

#### Canton de Dol-de-Bretagne
|          | Pierre Flaux * | Républicain de gauche | 1 635 | 86,65 |  |  |
|          |                |                       |       |       |  |  |
| Inscrits | Inscrits       | Inscrits              | 3 309 |       |  |  |
| Votants  | Votants        | Votants               | 1 887 | 57,03 |  |  |
| Exprimés | Exprimés       | Exprimés              | 1 730 | 91,68 |  |  |

*sortant

#### Canton de Pleine-Fougères
|          | Francis Éon | Radical indépendant | 1 658 | 80,60 |  |  |
|          |             |                     |       |       |  |  |
| Inscrits | Inscrits    | Inscrits            | 3 357 |       |  |  |
| Votants  | Votants     | Votants             | 2 057 | 61,28 |  |  |
| Exprimés | Exprimés    | Exprimés            | 1 735 | 84,35 |  |  |

*sortant

#### Canton de Saint-Servan
|          | Jean-Baptiste Charcot | Républicain de gauche | 1 093 | 64,48 |  |  |
|          | Léonce Demalvilain *  | Républicain de gauche | 500   | 29,50 |  |  |
|          | Théodule Lesage       |                       | 89    | 5,25  |  |  |
|          |                       |                       |       |       |  |  |
| Inscrits | Inscrits              | Inscrits              | 3 440 |       |  |  |
| Votants  | Votants               | Votants               | 1 747 | 50,79 |  |  |
| Exprimés | Exprimés              | Exprimés              | 1 695 | 97,02 |  |  |

*sortant

#### Canton de Tinténiac
Joseph Durand (Radical indépendant) élu depuis 1907 est mort.
|          | Joseph Robert    | Républicain de gauche | 944   | 51,98 |  |  |
|          | Alexandre Robiou | Rép.ERD               | 849   | 46,75 |  |  |
|          |                  |                       |       |       |  |  |
| Inscrits | Inscrits         | Inscrits              | 2 706 |       |  |  |
| Votants  | Votants          | Votants               | 1 961 | 72,47 |  |  |
| Exprimés | Exprimés         | Exprimés              | 1 816 | 92,61 |  |  |

*sortant

### Arrondissement de Fougères

#### Canton de Fougères-Nord
|          | Georges Le Pannetier de Roissay * | Conservateur | 2 285 | 85,45 |  |  |
|          |                                   |              |       |       |  |  |
| Inscrits | Inscrits                          | Inscrits     | 5 801 |       |  |  |
| Votants  | Votants                           | Votants      | 2 674 | 46,10 |  |  |
| Exprimés | Exprimés                          | Exprimés     | 2 285 | 85,45 |  |  |

*sortant

#### Canton de Fougères-Sud
Jean Bouëssel du Bourg (Rallié) élu depuis 1898 est mort le 13 novembre 1919.
|          | René de la Guerrande * | Conservateur | 1 609 | 77,47 |  |  |
|          |                        |              |       |       |  |  |
| Inscrits | Inscrits               | Inscrits     | 4 064 |       |  |  |
| Votants  | Votants                | Votants      | 2 077 | 51,11 |  |  |
| Exprimés | Exprimés               | Exprimés     | 1 609 | 77,47 |  |  |

*sortant

#### Canton d'Antrain
|          | Émile Ferron * | Radical-socialiste    | 1 514 | 54,38 |  |  |
|          | Michel Baudry  | Républicain de gauche | 1 147 | 41,20 |  |  |
|          |                |                       |       |       |  |  |
| Inscrits | Inscrits       | Inscrits              | 3 828 |       |  |  |
| Votants  | Votants        | Votants               | 2 900 | 75,76 |  |  |
| Exprimés | Exprimés       | Exprimés              | 2 784 | 96,00 |  |  |

*sortant

#### Canton de Louvigné-du-Désert
|          | Ferdinand Baston de La Riboisière * | Action libérale | 1 413 | 84,81 |  |  |
|          |                                     |                 |       |       |  |  |
| Inscrits | Inscrits                            | Inscrits        | 2 852 |       |  |  |
| Votants  | Votants                             | Votants         | 1 666 | 58,42 |  |  |
| Exprimés | Exprimés                            | Exprimés        | 1 476 | 88,60 |  |  |

*sortant

#### Canton de Saint-Aubin-du-Cormier
Pierre Meigné (Radical indépendant) élu depuis 1909 ne se représente pas.
|          | Alexandre Lefas | Rép.ERD  | 1 418 | 83,02 |  |  |
|          |                 |          |       |       |  |  |
| Inscrits |                 |          |       |       |  |  |
| Votants  | Votants         | Votants  | 1 708 |       |  |  |
| Exprimés | Exprimés        | Exprimés | 1 478 | 86,53 |  |  |

*sortant

#### Canton de Saint-Brice-en-Coglès
|          | Joseph Bucheron * | Républicain de gauche | 1 318 | 52,87 |  |  |
|          | Prosper Jardin    | Rallié                | 939   | 37,67 |  |  |
|          |                   |                       |       |       |  |  |
| Inscrits | Inscrits          | Inscrits              | 3 648 |       |  |  |
| Votants  | Votants           | Votants               | 2 541 | 69,66 |  |  |
| Exprimés | Exprimés          | Exprimés              | 2 493 | 98,11 |  |  |

*sortant
*sortant

### Arrondissement de Vitré

#### Canton de Vitré-Ouest
Jacques Le Cardinal de Kernier (Conservateur) était élu depuis 1903.
|          | Alfred Vergnioux                 | Républicain de gauche | 1 191 | 53,99 |  |  |
|          | Jacques Le Cardinal de Kernier * | Conservateur          | 864   | 39,17 |  |  |
|          |                                  |                       |       |       |  |  |
| Inscrits | Inscrits                         | Inscrits              | 3 109 |       |  |  |
| Votants  | Votants                          | Votants               | 2 305 | 74,14 |  |  |
| Exprimés | Exprimés                         | Exprimés              | 2 206 | 95,71 |  |  |

*sortant

#### Canton de Vitré-Est
|          | Henri Le Templier * | Conservateur | 1 821 | 82,51 |  |  |
|          |                     |              |       |       |  |  |
| Inscrits | Inscrits            | Inscrits     | 3 404 |       |  |  |
| Votants  | Votants             | Votants      | 2 207 | 64,84 |  |  |
| Exprimés | Exprimés            | Exprimés     | 1 928 | 87,36 |  |  |

*sortant

#### Canton d'Argentré-du-Plessis
|          | Charles de Sallier-Dupin   | Conservateur | 1 670 | 86,75 |  |  |
|          | Paul de Legge de Kerléan * | Conservateur | 254   | 13,20 |  |  |
|          |                            |              |       |       |  |  |
| Inscrits | Inscrits                   | Inscrits     | 2 755 |       |  |  |
| Votants  | Votants                    | Votants      | 2 104 | 76,37 |  |  |
| Exprimés | Exprimés                   | Exprimés     | 1 925 | 91,49 |  |  |

*sortant

#### Canton de Chateaubourg
François Rubin (Conservateur) élu depuis 1913 ne se représente pas.
|          | Pierre Langouët | Rép.ERD  | 664   | 52,08 |  |  |
|          | Mr Porteux      |          | 591   | 46,35 |  |  |
|          |                 |          |       |       |  |  |
| Inscrits | Inscrits        | Inscrits | 1 692 |       |  |  |
| Votants  | Votants         | Votants  | 1 362 | 80,50 |  |  |
| Exprimés | Exprimés        | Exprimés | 1 275 | 93,61 |  |  |

*sortant

#### Canton de La Guerche-de-Bretagne
|          | Fernand Després * | Conservateur | 1 295 | 59,08 |  |  |
|          |                   |              |       |       |  |  |
| Inscrits | Inscrits          | Inscrits     | 3 406 |       |  |  |
| Votants  | Votants           | Votants      | 2 192 | 64,36 |  |  |
| Exprimés | Exprimés          | Exprimés     | 1 471 | 67,11 |  |  |

*sortant

#### Canton de Retiers
|          | Alphonse Richard * | Radical indépendant | 2 151 | 82,51 |  |  |
|          |                    |                     |       |       |  |  |
| Inscrits |                    |                     |       |       |  |  |
| Votants  | Votants            | Votants             | 2 607 |       |  |  |
| Exprimés | Exprimés           | Exprimés            | 2 211 | 84,81 |  |  |

*sortant

### Arrondissement de Redon

#### Canton de Redon
Maurice de Poulpiquet du Halgouët (Conservateur) élu depuis 1895 est mort.
|          | Paul Garnier   | Action libérale     | 1 342 | 52,30 |  |  |
|          | Étienne Gascon | Radical indépendant | 1 224 | 47,70 |  |  |
|          |                |                     |       |       |  |  |
| Inscrits | Inscrits       | Inscrits            | 4 564 |       |  |  |
| Votants  | Votants        | Votants             | 2 853 | 62,51 |  |  |
| Exprimés | Exprimés       | Exprimés            | 2 566 | 89,94 |  |  |

*sortant

#### Canton de Bain-de-Bretagne
|          | Jacques Thélohan * | Radical indépendant | 2 178 | 80,94 |  |  |
|          |                    |                     |       |       |  |  |
| Inscrits | Inscrits           | Inscrits            | 4 561 |       |  |  |
| Votants  | Votants            | Votants             | 2 691 | 59,00 |  |  |
| Exprimés | Exprimés           | Exprimés            | 2 198 | 81,68 |  |  |

*sortant

#### Canton de Grand-Fougeray
|          | Charles Chupin * | Conservateur | 1 264 | 84,66 |  |  |
|          | Émile Récipon    |              | 72    | 5,27  |  |  |
|          |                  |              |       |       |  |  |
| Inscrits | Inscrits         | Inscrits     | 2 143 |       |  |  |
| Votants  | Votants          | Votants      | 1 493 | 69,67 |  |  |
| Exprimés | Exprimés         | Exprimés     | 1 367 | 91,56 |  |  |

*sortant

#### Canton de Guichen
Adolphe Froger et Bernard Salmon sont candidats au Conseil d'Arrondissement.
| Candidats | Candidats                   | Étiquette             | Premier tour | Premier tour | Ballotage | Ballotage |
| Candidats | Candidats                   | Étiquette             | Voix         | %            | Voix      | %         |
| --------- | --------------------------- | --------------------- | ------------ | ------------ | --------- | --------- |
|           | Maurice Huchet de Quénétain | Conservateur          | 1 322        | 48,68        | 1 379     | 53,26     |
|           | Georges Leroux *            | Radical indépendant   | 1 115        | 41,05        | 1 012     | 39,09     |
|           | Adolphe Froger              | Républicain de gauche | 149          | 5,49         | 107       | 4,13      |
|           | Bernard Salmon              | Conservateur          | 127          | 4,68         | 90        | 3,48      |
|           |                             |                       |              |              |           |           |
| Inscrits  | Inscrits                    | Inscrits              | 4 008        |              | 4 008     |           |
| Votants   | Votants                     | Votants               | 2 771        | 69,14        | 2 681     | 66,89     |
| Exprimés  | Exprimés                    | Exprimés              | 2 716        | 98,02        | 2 589     | 96,57     |

*sortant

#### Canton de Maure-de-Bretagne
Camille Lagrée (Conservateur) élu depuis 1913 ne se représente pas.
|          | Maurice de Jacquelin | Conservateur (*)      | 968 | 50,71 |  |  |
|          | René de Penquer      | Républicain de gauche | 941 | 49,29 |  |  |
|          |                      |                       |     |       |  |  |
| Inscrits |                      |                       |     |       |  |  |
| Votants  |                      |                       |     |       |  |  |
| Exprimés |                      |                       |     |       |  |  |

*sortant

#### Canton de Pipriac
Armand de Chantérac (Conservateur) élu depuis 1893 est mort en 1918.
|          | Arsène de Tanouarn * | Conservateur          | 1 860 | 67,10 |  |  |
|          | Paul Bellamy         | Républicain de gauche | 875   | 31,59 |  |  |
|          |                      |                       |       |       |  |  |
| Inscrits | Inscrits             | Inscrits              | 4 199 |       |  |  |
| Votants  | Votants              | Votants               | 2 985 | 71,09 |  |  |
| Exprimés | Exprimés             | Exprimés              | 2 772 | 92,86 |  |  |

*sortant

#### Canton du Sel-de-Bretagne
|          | René Brice * | Rép.ERD  | 1 037 | 94,27 |  |  |
|          |              |          |       |       |  |  |
| Inscrits | Inscrits     | Inscrits | 1 624 |       |  |  |
| Votants  | Votants      | Votants  | 1 100 | 67,73 |  |  |
| Exprimés | Exprimés     | Exprimés | 1 053 | 95,73 |  |  |

*sortant

### Arrondissement de Montfort

#### Canton de Montfort-sur-Meu
|          | Émile Beauchef * | Républicain de gauche | 1 934 | 81,12 |  |  |
|          |                  |                       |       |       |  |  |
| Inscrits | Inscrits         | Inscrits              | 3 780 |       |  |  |
| Votants  | Votants          | Votants               | 2 384 | 63,07 |  |  |
| Exprimés | Exprimés         | Exprimés              | 1 981 | 83,10 |  |  |

*sortant

#### Canton de Bécherel
Alexandre Lemoine (Républicain de gauche) élu depuis 1913 ne se représente pas.
|          | Constant Gendrot   | Républicain de gauche (*) | 1 370 | 55,67 |  |  |
|          | Alain de la Forest | Conservateur              | 699   | 37,85 |  |  |
|          |                    |                           |       |       |  |  |
| Inscrits | Inscrits           | Inscrits                  | 2 567 |       |  |  |
| Votants  | Votants            | Votants                   | 2 011 | 78,34 |  |  |
| Exprimés | Exprimés           | Exprimés                  | 1 847 | 91,85 |  |  |

*sortant

#### Canton de Montauban-de-Bretagne
|          | Charles de Bothorel * | Conservateur | 1 272 | 79,75 |  |  |
|          |                       |              |       |       |  |  |
| Inscrits | Inscrits              | Inscrits     | 2 419 |       |  |  |
| Votants  | Votants               | Votants      | 1 595 | 65,94 |  |  |
| Exprimés | Exprimés              | Exprimés     | 1 370 | 85,89 |  |  |

*sortant

#### Canton de Plélan-le-Grand
|          | Edmond Rawle * | Conservateur | 1 871 | 85,71 |  |  |
|          |                |              |       |       |  |  |
| Inscrits | Inscrits       | Inscrits     | 3 770 |       |  |  |
| Votants  | Votants        | Votants      | 2 183 | 57,91 |  |  |
| Exprimés | Exprimés       | Exprimés     | 1 981 | 90,75 |  |  |

*sortant

#### Canton de Saint-Méen-le-Grand
|          | Léonard Drouet de Montgermont * | Conservateur          | 1 157 | 51,56 |  |  |
|          | Jules de Tersannes              | Républicain de gauche | 942   | 41,98 |  |  |
|          |                                 |                       |       |       |  |  |
| Inscrits | Inscrits                        | Inscrits              | 3 141 |       |  |  |
| Votants  | Votants                         | Votants               | 2 447 | 77,91 |  |  |
| Exprimés | Exprimés                        | Exprimés              | 2 244 | 91,70 |  |  |

*sortant

## Résultats pour les conseils d'arrondissements

### Arrondissement de Rennes

#### Canton de Rennes-Nord-Ouest
- Conseiller sortant : Jean-Baptiste Gautier (Progressiste) élu depuis 1910.

- Albert Aubry et Étienne Pinault sont candidats pour le siège de conseiller général.

|          | Jean-Baptiste Gautier * | Progressiste    | 2 168 | 63,24 |  |  |  |
|          | Albert Aubry            | SFIO            | 80    | 3,16  |  |  |  |
|          | Étienne Pinault         | Action libérale | 61    | 2,41  |  |  |  |
|          |                         |                 |       |       |  |  |  |
| Inscrits | Inscrits                | Inscrits        | 6 928 |       |  |  |  |
| Votants  | Votants                 | Votants         | 3 428 | 49,48 |  |  |  |
| Exprimés | Exprimés                | Exprimés        | 2 535 | 73,95 |  |  |  |

*sortant

#### Canton de Rennes-Nord-Est
- Conseiller sortant : Charles Langelier (Radical), élu depuis 1910.

|          | Charles Langelier * | Radical  | 2 453 | 74,81 |  |  |  |
|          |                     |          |       |       |  |  |  |
| Inscrits |                     |          |       |       |  |  |  |
| Votants  | Votants             | Votants  | 3 279 |       |  |  |  |
| Exprimés | Exprimés            | Exprimés | 2 784 | 84,90 |  |  |  |

*sortant

#### Canton de Rennes-Sud-Ouest
- Conseiller sortant : Léonce Bousquet (Radical), élu depuis 1900.

|          | Léonce Bousquet * | Radical  | 2 006 | 78,61 |  |  |  |
|          |                   |          |       |       |  |  |  |
| Inscrits |                   |          |       |       |  |  |  |
| Votants  | Votants           | Votants  | 2 552 |       |  |  |  |
| Exprimés | Exprimés          | Exprimés | 2 199 | 86,17 |  |  |  |

*sortant

#### Canton de Rennes-Sud-Est
- Conseiller sortant : Théophile Fouéré (Radical), élu depuis 1910 ne se représente pas.

| Candidats | Candidats      | Étiquette             | Premier tour | Premier tour | Ballotage | Ballotage |  |
| Candidats | Candidats      | Étiquette             | Voix         | %            | Voix      | %         |  |
| --------- | -------------- | --------------------- | ------------ | ------------ | --------- | --------- |  |
|           | Henri Roque    | Radical               | 1 310        | 43,26        | 1 853     | 54,40     |  |
|           | Jean Montagnon | Républicain de gauche | 1 608        | 53,10        | 1 568     | 46,04     |  |
|           |                |                       |              |              |           |           |  |
| Inscrits  |                |                       |              |              |           |           |  |
| Votants   | Votants        | Votants               | 3 811        |              | 4 104     |           |  |
| Exprimés  | Exprimés       | Exprimés              | 3 028        | 79,45        | 3 406     | 82,99     |  |

*sortant

#### Canton de Châteaugiron
- Conseiller sortant : Félix Ravalet (Républicain de gauche), élu depuis 1909.

|          | Félix Ravalet * | Républicain de gauche | 1 118 | 70,31 |  |  |  |
|          |                 |                       |       |       |  |  |  |
| Inscrits | Inscrits        | Inscrits              | 2 307 |       |  |  |  |
| Votants  | Votants         | Votants               | 1 590 | 68,92 |  |  |  |
| Exprimés | Exprimés        | Exprimés              | 1 213 | 76,29 |  |  |  |

*sortant

#### Canton de Hédé
- Conseiller sortant : François Legendre (Radical), élu depuis 1912 ne se représente pas.

|          | Julien Sillard | Républicain de gauche | 1 033 | 66,60 |  |  |  |
|          | Ernest Allix   | Radical               | 447   | 28,82 |  |  |  |
|          |                |                       |       |       |  |  |  |
| Inscrits | Inscrits       | Inscrits              | 2 177 |       |  |  |  |
| Votants  | Votants        | Votants               | 1 712 | 78,64 |  |  |  |
| Exprimés | Exprimés       | Exprimés              | 1 551 | 90,60 |  |  |  |

*sortant

#### Canton de Janzé
- Conseiller sortant : Julien Boursier (Action libérale), élu depuis 1907 ne se représente pas.

|          | Albert Dauchez | Action libérale | 1 670 | 80,68 |  |  |  |
|          |                |                 |       |       |  |  |  |
| Inscrits | Inscrits       | Inscrits        | 3 082 |       |  |  |  |
| Votants  | Votants        | Votants         | 2 070 | 67,16 |  |  |  |
| Exprimés | Exprimés       | Exprimés        | 1 741 | 84,11 |  |  |  |

*sortant

#### Canton de Liffré
- Conseiller sortant : Joseph Gesbert (Radical), élu depuis 1911.

|          | Louis Clément                | Action libérale | 874   | 50,84 |  |  |  |
|          | Joseph Gesbert dit Le Pape * | Radical         | 718   | 41,77 |  |  |  |
|          |                              |                 |       |       |  |  |  |
| Inscrits | Inscrits                     | Inscrits        | 2 588 |       |  |  |  |
| Votants  | Votants                      | Votants         | 1 949 | 75,31 |  |  |  |
| Exprimés | Exprimés                     | Exprimés        | 1 719 | 88,20 |  |  |  |

*sortant

#### Canton de Mordelles
- Conseiller sortant : Pierre de Freslon (Conservateur), élu depuis 1910 ne se représente pas.

|          | Henri de Freslon | Conservateur | 953   | 84,49 |  |  |  |
|          |                  |              |       |       |  |  |  |
| Inscrits | Inscrits         | Inscrits     | 1 861 |       |  |  |  |
| Votants  | Votants          | Votants      | 1 128 | 60,61 |  |  |  |
| Exprimés | Exprimés         | Exprimés     | 959   | 85,02 |  |  |  |

*sortant

#### Canton de Saint-Aubin-d'Aubigné
- Conseiller sortant : Paul Picard (Républicain de gauche), élu depuis 1907 démissionne et se présente pour le conseil général.

|          | Toussaint Noury | Républicain de gauche | 2 237 | 90,28 |  |  |  |
|          |                 |                       |       |       |  |  |  |
| Inscrits |                 |                       |       |       |  |  |  |
| Votants  | Votants         | Votants               | 2 478 |       |  |  |  |
| Exprimés | Exprimés        | Exprimés              | 2 303 | 92,94 |  |  |  |

*sortant

### Arrondissement de Saint-Malo

#### Canton de Saint-Malo
- Conseiller sortant : François Dubreuil (Radical), élu depuis 1912.

- Louis Miriel (Progressiste de gauche), élu depuis 1892 est décédé le 21 septembre 1912. Lors de la partielle du 17 novembre, François Dubreuil (Républicain de gauche) est élu.

|          | François Dubreuil * | Radical  | 1 823 | 83,78 |  |  |  |
|          |                     |          |       |       |  |  |  |
| Inscrits | Inscrits            | Inscrits | 4 725 |       |  |  |  |
| Votants  | Votants             | Votants  | 2 176 | 46,05 |  |  |  |
| Exprimés | Exprimés            | Exprimés | 2 019 | 92,79 |  |  |  |

*sortant

#### Canton de Cancale
- Conseiller sortant : Jean Simon (Républicain de gauche), élu depuis 1910 ne se représente pas.

|          | Pierre Cotarmanach | Radical      | 1 346 | 56,22 |  |  |  |
|          | Joseph Crolard     | Progressiste | 922   | 38,51 |  |  |  |
|          |                    |              |       |       |  |  |  |
| Inscrits | Inscrits           | Inscrits     | 4 339 |       |  |  |  |
| Votants  | Votants            | Votants      | 2 474 | 57,02 |  |  |  |
| Exprimés | Exprimés           | Exprimés     | 2 394 | 96,77 |  |  |  |

*sortant

#### Canton de Châteauneuf-d'Ille-et-Vilaine
- Conseiller sortant : Jean-Marie Fougeray (Radical), élu depuis 1910.

|          | Jean-Marie Fougeray * | Radical  | 1 182 | 79,17 |  |  |  |
|          |                       |          |       |       |  |  |  |
| Inscrits | Inscrits              | Inscrits | 2 749 |       |  |  |  |
| Votants  | Votants               | Votants  | 1 493 | 54,31 |  |  |  |
| Exprimés | Exprimés              | Exprimés | 1 382 | 92,57 |  |  |  |

*sortant

#### Canton de Combourg
- Conseiller sortant : Léon Leroux (Radical), élu depuis 1913 ne se représente pas.

|           | Jules Corvaisier | Républicain de gauche | 1 714 | 80,17 |  |  |  |
|           |                  |                       |       |       |  |  |  |
| Inscrits  | Inscrits         | Inscrits              | 3 992 |       |  |  |  |
| Votants   | Votants          | Votants               | 2 138 | 53,56 |  |  |  |
| Exprimés  | Exprimés         | Exprimés              | 1 797 | 84,05 |  |  |  |
| * Sortant |                  |                       |       |       |  |  |  |

#### Canton de Dinard-Saint-Énogat
- Conseiller sortant : Joseph Brugaro (Républicain de gauche), élu depuis 1904 ne se représente pas.

|          | Jean Robert | Républicain de gauche | 2 025 | 89,68 |  |  |  |
|          |             |                       |       |       |  |  |  |
| Inscrits | Inscrits    | Inscrits              | 4 263 |       |  |  |  |
| Votants  | Votants     | Votants               | 2 258 | 52,97 |  |  |  |
| Exprimés | Exprimés    | Exprimés              | 2 169 | 96,06 |  |  |  |

*sortant

#### Canton de Dol-de-Bretagne
- Conseiller sortant : Alphonse Gasnier-Duparc (Radical-socialiste), élu depuis 1910 ne se représente pas .

|          | Alfred Lecompte | Républicain de gauche | 1 546 | 82,28 |  |  |  |
|          |                 |                       |       |       |  |  |  |
| Inscrits | Inscrits        | Inscrits              | 3 309 |       |  |  |  |
| Votants  | Votants         | Votants               | 1 879 | 56,79 |  |  |  |
| Exprimés | Exprimés        | Exprimés              | 1 595 | 84,89 |  |  |  |

*sortant

#### Canton de Pleine-Fougères
- Conseiller sortant : Louis Guyon (Radical), élu depuis 1907.

|          | Louis Guyon * | Radical  | 1 747 | 85,64 |  |  |  |
|          |               |          |       |       |  |  |  |
| Inscrits | Inscrits      | Inscrits | 3 361 |       |  |  |  |
| Votants  | Votants       | Votants  | 2 040 | 60,70 |  |  |  |
| Exprimés | Exprimés      | Exprimés | 1 822 | 89,31 |  |  |  |

*sortant

#### Canton de Saint-Servan
- Conseiller sortant : Théodule Lesage (Progressiste de gauche), élu depuis 1901.

- Léonce Demalvilain et Jean-Baptiste Charcot sont candidats pour le conseil général.

|          | Théodule Lesage *     | Progressiste de gauche | 1 415 | 86,97 |  |  |  |
|          | Léonce Demalvilain    | Républicain de gauche  | 102   | 6,53  |  |  |  |
|          | Jean-Baptiste Charcot | Républicain de gauche  | 94    | 6,02  |  |  |  |
|          |                       |                        |       |       |  |  |  |
| Inscrits | Inscrits              | Inscrits               | 3 440 |       |  |  |  |
| Votants  | Votants               | Votants                | 1 627 | 47,30 |  |  |  |
| Exprimés | Exprimés              | Exprimés               | 1 562 | 96,01 |  |  |  |

*sortant

#### Canton de Tinténiac
- Conseiller sortant : Arthur Gicquiaux (Républicain de gauche), élu depuis 1910 ne se représente pas.

- Henri Brandily se retire avant le scrutin.

|          | François Phily | Républicain de gauche  | 1 142 | 61,37 |  |  |  |
|          | Henri Brandily | Républicain-socialiste | 121   | 8,98  |  |  |  |
|          |                |                        |       |       |  |  |  |
| Inscrits | Inscrits       | Inscrits               | 2 706 |       |  |  |  |
| Votants  | Votants        | Votants                | 1 861 | 68,77 |  |  |  |
| Exprimés | Exprimés       | Exprimés               | 1 348 | 72,43 |  |  |  |

*sortant

### Arrondissement de Fougères
- Il doit y avoir au moins neuf conseillers par arrondissement, celui de Fougères ne comptant que six cantons, trois sièges sont ajoutés aux cantons les plus peuplés.

#### Canton de Fougères-Nord
- Conseillers sortants : Henri Le Bouteiller (Conservateur) et Émile Pautrel (Conservateur), élus depuis 1910.

|          | Émile Pautrel *       | Conservateur | 2 114 | 81,53 |  |  |  |
|          | Henri Le Bouteiller * | Conservateur | 2 053 | 79,18 |  |  |  |
|          |                       |              |       |       |  |  |  |
| Inscrits | Inscrits              | Inscrits     | 5 801 |       |  |  |  |
| Votants  | Votants               | Votants      | 2 593 | 44,70 |  |  |  |
| Exprimés | Exprimés              | Exprimés     | 2 206 | 85,08 |  |  |  |

*sortant

#### Canton de Fougères-Sud
- Conseiller sortant : Louis Durand (Conservateur) élu depuis 1889 et René de La Guerrande (Conservateur) élu depuis 1895 ne se représentent pas.

|          | Paul Denis                 | Républicain ERD | 2 114 | 81,53 |  |  |  |
|          | Joseph Le Pays du Teilleul | Conservateur    | 2 053 | 79,18 |  |  |  |
|          |                            |                 |       |       |  |  |  |
| Inscrits | Inscrits                   | Inscrits        | 5 801 |       |  |  |  |
| Votants  | Votants                    | Votants         | 2 593 | 44,70 |  |  |  |
| Exprimés | Exprimés                   | Exprimés        | 2 206 | 85,08 |  |  |  |

*sortant

#### Canton d'Antrain
- Conseillers sortants : Alfred Prodhomme (Républicain de gauche) élu depuis 1912 qui ne se représente pas, et Victor Allain (Républicain de gauche), élu depuis 1911.

- Fernand Selbert (Républicain de gauche) élu depuis 1908 est décédé le 16 juillet 1911. Lors de la partielle du 17 septembre, Victor Allain (Républicain de gauche) est élu.

- Pierre Trémoureux (Républicain de gauche) élu depuis 1904 est décédé en 1912. Lors de la partielle du 22 décembre, Alfred Prodhomme (Républicain de gauche) est élu.

|          | Jean Berthelot * | Républicain de gauche | 2 029 | 71,19 |  |  |  |
|          | Victor Allain *  | Républicain de gauche | 1 848 | 64,84 |  |  |  |
|          |                  |                       |       |       |  |  |  |
| Inscrits | Inscrits         | Inscrits              | 3 828 |       |  |  |  |
| Votants  | Votants          | Votants               | 2 850 | 74,45 |  |  |  |
| Exprimés | Exprimés         | Exprimés              | 2 556 | 89,68 |  |  |  |

*sortant

#### Canton de Louvigné-du-Désert
- Conseiller sortant : Louis Coyer (Progressiste), élu depuis 1904 ne se représente pas.

- Amand Hamel n'est pas candidat.

|          | Édouard Lucas | Républicain ERD | 1 276 | 75,45 |  |  |  |
|          | Amand Hamel   |                 | 150   | 10,07 |  |  |  |
|          |               |                 |       |       |  |  |  |
| Inscrits | Inscrits      | Inscrits        | 2 852 |       |  |  |  |
| Votants  | Votants       | Votants         | 1 691 | 59,29 |  |  |  |
| Exprimés | Exprimés      | Exprimés        | 1 489 | 88,05 |  |  |  |

*sortant

#### Canton de Saint-Aubin-du-Cormier
- Conseiller sortant : Adolphe Divel (Républicain de gauche), élu depuis 1910, ne se représente pas.

|          | Pierre Morel | Républicain de gauche | 1 502 | 87,94 |  |  |  |
|          |              |                       |       |       |  |  |  |
| Inscrits |              |                       |       |       |  |  |  |
| Votants  | Votants      | Votants               | 1 708 |       |  |  |  |
| Exprimés | Exprimés     | Exprimés              | 1 542 | 90,28 |  |  |  |

*sortant

#### Canton de Saint-Brice-en-Coglès
- Conseiller sortant : André Fèvre (Radical), élu depuis 1910 ne se représente pas.

- Joseph Bucheron et Prosper Jardin sont candidats pour le Conseil Général.

|          | Alphonse Dauguet | Républicain ERD       | 1 398 | 62,61 |  |  |  |
|          | Dr Helleu        |                       | 747   | 33,45 |  |  |  |
|          | Joseph Bucheron  | Républicain de gauche | 39    | 1,75  |  |  |  |
|          | Prosper Jardin   | Libéral               | 36    | 1,61  |  |  |  |
|          |                  |                       |       |       |  |  |  |
| Inscrits | Inscrits         | Inscrits              | 3 648 |       |  |  |  |
| Votants  | Votants          | Votants               | 2 536 | 69,52 |  |  |  |
| Exprimés | Exprimés         | Exprimés              | 2 233 | 88,05 |  |  |  |

*sortant

### Arrondissement de Vitré
- Il doit y avoir au moins neuf conseillers par arrondissement, celui de Vitré ne comptant que six cantons, trois sièges sont ajoutés aux cantons les plus peuplés.

#### Canton de Vitré-Ouest
- Conseiller sortant : Antoine de Villanfray (Conservateur), élu depuis 1904.

|          | Pierre Saudrais         | Républicain de gauche | 1 154 | 52,50 |  |  |  |
|          | Antoine de Villanfray * | Conservateur          | 917   | 41,72 |  |  |  |
|          |                         |                       |       |       |  |  |  |
| Inscrits | Inscrits                | Inscrits              | 3 106 |       |  |  |  |
| Votants  | Votants                 | Votants               | 2 298 | 73,99 |  |  |  |
| Exprimés | Exprimés                | Exprimés              | 2 198 | 95,65 |  |  |  |

*sortant

#### Canton de Vitré-Est
- Conseillers sortants : Charles Rupin (Conservateur), élu depuis 1899 et Mr Le Templier (Conservateur), élu depuis 1910 qui ne se représentent pas.

|          | Hippolyte de Montcuit | Conservateur | 1 784 | 80,76 |  |  |  |
|          | Marcel Rupied         | Conservateur | 1 758 | 79,58 |  |  |  |
|          |                       |              |       |       |  |  |  |
| Inscrits | Inscrits              | Inscrits     | 3 404 |       |  |  |  |
| Votants  | Votants               | Votants      | 2 209 | 64,89 |  |  |  |
| Exprimés | Exprimés              | Exprimés     | 1 991 | 90,13 |  |  |  |

*sortant

#### Canton d'Argentré-du-Plessis
- Conseiller sortant : Alphonse Lambron (Conservateur), élu depuis 1891.

|          | Alphonse Lambron * | Conservateur | 1 718 | 81,77 |  |  |  |
|          |                    |              |       |       |  |  |  |
| Inscrits | Inscrits           | Inscrits     | 2 755 |       |  |  |  |
| Votants  | Votants            | Votants      | 2 101 | 76,26 |  |  |  |
| Exprimés | Exprimés           | Exprimés     | 1 733 | 82,49 |  |  |  |

*sortant

#### Canton de Châteaubourg
- Conseiller sortant : François Rubin (de Domagné) (Conservateur), élu depuis 1913.

|          | François Rubin * | Conservateur          | 677   | 55,45 |  |  |  |
|          | Mr Ragot         | Républicain de gauche | 506   | 41,44 |  |  |  |
|          |                  |                       |       |       |  |  |  |
| Inscrits | Inscrits         | Inscrits              | 1 698 |       |  |  |  |
| Votants  | Votants          | Votants               | 1 358 | 79,98 |  |  |  |
| Exprimés | Exprimés         | Exprimés              | 1 221 | 89,91 |  |  |  |

*sortant

#### Canton de la Guerche-de-Bretagne
- Conseillers sortants : Émile Hévin (Action libérale), élu depuis 1874 qui ne se représente pas et François Heinry (Conservateur), élu depuis 1881.

| Candidats | Candidats         | Étiquette             | Premier tour | Premier tour | Ballotage | Ballotage |  |
| Candidats | Candidats         | Étiquette             | Voix         | %            | Voix      | %         |  |
| --------- | ----------------- | --------------------- | ------------ | ------------ | --------- | --------- |  |
|           | Émile Bonnelière  | Action libérale       | 1 087        | 55,32        |           |           |  |
|           | François Heinry * | Conservateur          | 890          | 45,29        |           |           |  |
|           | Gilles Toubon     | Action libérale       | 890          | 45,29        | 832       | 40,14     |  |
|           | Henri Rault       | Républicain de gauche | -            | -            | 1 238     | 59,72     |  |
|           |                   |                       |              |              |           |           |  |
| Inscrits  | Inscrits          | Inscrits              | 3 302        |              | 3 302     |           |  |
| Votants   | Votants           | Votants               | 2 227        | 67,44        | 2 130     | 64,51     |  |
| Exprimés  | Exprimés          | Exprimés              | 1 965        | 88,24        | 2 073     | 97,32     |  |

*sortant

#### Canton de Retiers
- Conseillers sortants : Évariste Lasne (Radical indépendant) élu depuis 1910 et Félix Brochet (Républicain de gauche), élu depuis 1913.

|          | Félix Brochet *  | Républicain de gauche | 2 251 | 86,48 |  |  |  |
|          | Évariste Lasne * | Radical indépendant   | 2 072 | 79,60 |  |  |  |
|          |                  |                       |       |       |  |  |  |
| Inscrits |                  |                       |       |       |  |  |  |
| Votants  | Votants          | Votants               | 2 603 |       |  |  |  |
| Exprimés | Exprimés         | Exprimés              | 2 332 | 89,59 |  |  |  |

*sortant

### Arrondissement de Redon
- Il doit y avoir au moins neuf conseillers par arrondissement, celui de Redon ne comptant que sept cantons, deux sièges sont ajoutés à chacun des cantons les plus peuplés.

#### Canton de Redon
- Conseillers sortants : Jean Garnier (Conservateur) élu depuis 1886 et Roger de Freslon (Conservateur), élu depuis 1910, qui ne se représentent pas.

- Julien Danard est proclamé élu dès le premier tour, même s'il n'obtient pas la majorité absolue.

|          | Eugène Simon  | Action libérale       | 1 361 | 52,15 |  |  |  |
|          | Julien Danard | Action libérale       | 1 304 | 49,96 |  |  |  |
|          |               |                       |       |       |  |  |  |
|          | Pierre Ballu  | Républicain de gauche | 1 090 | 41,76 |  |  |  |
|          | Pierre Gervot | Républicain de gauche | 1 030 | 39,46 |  |  |  |
|          |               |                       |       |       |  |  |  |
| Inscrits | Inscrits      | Inscrits              | 4 564 |       |  |  |  |
| Votants  | Votants       | Votants               | 2 849 | 62,42 |  |  |  |
| Exprimés | Exprimés      | Exprimés              | 2 610 | 91,61 |  |  |  |

*sortant

#### Canton de Bain-de-Bretagne
- Conseillers sortants : Francis Paitel (Radical indépendant), élu depuis 1901 qui ne se représente pas et Jules Jouin (Républicain de gauche), élu depuis 1907.

|          | Jules Jouin * | Républicain de gauche (ex Radical) | 2 243 | 83,26 |  |  |  |
|          | Jean Perrin   | Républicain de gauche              | 2 144 | 79,58 |  |  |  |
|          |               |                                    |       |       |  |  |  |
| Inscrits | Inscrits      | Inscrits                           | 4 561 |       |  |  |  |
| Votants  | Votants       | Votants                            | 2 694 | 59,07 |  |  |  |
| Exprimés | Exprimés      | Exprimés                           | 2 268 | 84,19 |  |  |  |

*sortant

#### Canton de Grand-Fougeray
- Conseiller sortant : Henri de Gouyon (Conservateur), élu depuis 1913.

|          | Henri de Gouyon * | Conservateur | 1 138 | 78,81 |  |  |  |
|          |                   |              |       |       |  |  |  |
| Inscrits | Inscrits          | Inscrits     | 2 143 |       |  |  |  |
| Votants  | Votants           | Votants      | 1 444 | 67,38 |  |  |  |
| Exprimés | Exprimés          | Exprimés     | 1 274 | 88,23 |  |  |  |

*sortant

#### Canton de Guichen
- Conseiller sortant : Maurice Huchet de Quénétain (Conservateur), élu depuis 1910 se présente pour le Conseil Général.

- Georges Leroux se présente également pour le Conseil général.

| Candidats | Candidats                   | Étiquette             | Premier tour | Premier tour | Ballotage | Ballotage |  |
| Candidats | Candidats                   | Étiquette             | Voix         | %            | Voix      | %         |  |
| --------- | --------------------------- | --------------------- | ------------ | ------------ | --------- | --------- |  |
|           | Adolphe Froger              | Républicain de gauche | 1 231        | 46,02        | 1 161     | 43,91     |  |
|           | Bernard Salmon              | Conservateur          | 1 157        | 43,25        | 1 200     | 45,39     |  |
|           | Georges Leroux              | Radical indépendant   | 145          | 5,42         | 100       | 3,78      |  |
|           | Maurice Huchet de Quénétain | Conservateur          | 141          | 5,27         | 82        | 3,10      |  |
|           |                             |                       |              |              |           |           |  |
| Inscrits  | Inscrits                    | Inscrits              | 4 008        |              | 4 008     |           |  |
| Votants   | Votants                     | Votants               | 2 759        | 68,84        | 2 680     | 66,87     |  |
| Exprimés  | Exprimés                    | Exprimés              | 2 675        | 96,96        | 2 644     | 98,66     |  |

*sortant

#### Canton de Maure-de-Bretagne
- Conseiller sortant : René Jehannot de Penquer (Conservateur), élu depuis 1900, ne se représente pas.

|          | Jean-Marie Barre | Conservateur | 1 628 | 81,00 |  |  |  |
|          |                  |              |       |       |  |  |  |
| Inscrits |                  |              |       |       |  |  |  |
| Votants  | Votants          | Votants      | 2 010 |       |  |  |  |
| Exprimés | Exprimés         | Exprimés     | 1 813 | 90,20 |  |  |  |

*sortant

#### Canton de Pipriac
- Conseiller sortant : Lionel Albert du Bouéxic de la Driennays (Conservateur), élu depuis 1901.

|          | Lionel Albert du Bouéxic de la Driennays * | Conservateur | 2 053 | 74,17 |  |  |  |
|          |                                            |              |       |       |  |  |  |
| Inscrits | Inscrits                                   | Inscrits     | 4 209 |       |  |  |  |
| Votants  | Votants                                    | Votants      | 2 768 | 65,76 |  |  |  |
| Exprimés | Exprimés                                   | Exprimés     | 2 053 | 74,17 |  |  |  |

*sortant

#### Canton du Sel-de-Bretagne
- Conseiller sortant : Joseph Martin (Radical indépendant), élu depuis 1889 qui ne se représente pas.

|          | Pierre Pilard | Républicain de gauche | 998   | 97,65 |  |  |  |
|          |               |                       |       |       |  |  |  |
| Inscrits | Inscrits      | Inscrits              | 1 624 |       |  |  |  |
| Votants  | Votants       | Votants               | 1 100 | 67,73 |  |  |  |
| Exprimés | Exprimés      | Exprimés              | 1 022 | 92,91 |  |  |  |

*sortant

### Arrondissement de Montfort
- Il doit y avoir au moins neuf conseillers par arrondissement, celui de Montfort ne comptant que cinq cantons, quatre sièges sont ajoutés aux quatre cantons les plus peuplés.

#### Canton de Montfort-sur-Meu
- Conseillers sortants : Joseph Dutay (Progressiste) et Jean-Louis Vilboux (Progressiste), élus depuis 1910.

|          | Joseph Dutay *       | Progressiste | 1 960 | 82,08 |  |  |  |
|          | Jean-Louis Vilboux * | Progressiste | 1 818 | 76,13 |  |  |  |
|          |                      |              |       |       |  |  |  |
| Inscrits | Inscrits             | Inscrits     | 3 780 |       |  |  |  |
| Votants  | Votants              | Votants      | 2 388 | 63,18 |  |  |  |
| Exprimés | Exprimés             | Exprimés     | 2 008 | 84,09 |  |  |  |

*sortant

#### Canton de Bécherel
- Conseillers sortants : François Massot (Républicain de gauche), élu depuis 1910 et Constant Gendrot (Républicain de gauche), élu depuis 1907, qui ne se représente pas.

|          | François Massot * | Républicain de gauche | 1 094 | 59,49 |  |  |  |
|          | Jules Besnard     | Républicain de gauche | 1 037 | 56,39 |  |  |  |
|          |                   |                       |       |       |  |  |  |
|          | Pierre Busnel     | Action libérale       | 725   | 39,42 |  |  |  |
|          | Louis Labbé       | Action libérale       | 674   | 36,65 |  |  |  |
|          |                   |                       |       |       |  |  |  |
| Inscrits | Inscrits          | Inscrits              | 2 567 |       |  |  |  |
| Votants  | Votants           | Votants               | 2 010 | 78,30 |  |  |  |
| Exprimés | Exprimés          | Exprimés              | 1 839 | 91,49 |  |  |  |

*sortant

#### Canton de Montauban-de-Bretagne
- Conseiller sortant : Eugène Crespel (Action libérale), élu depuis 1905, qui ne se représente pas.

|          | Louis de Villers | Action libérale | 1 159 | 72,44 |  |  |  |
|          |                  |                 |       |       |  |  |  |
| Inscrits | Inscrits         | Inscrits        | 2 424 |       |  |  |  |
| Votants  | Votants          | Votants         | 1 600 | 66,01 |  |  |  |
| Exprimés | Exprimés         | Exprimés        | 1 320 | 82,50 |  |  |  |

*sortant

#### Canton de Plélan-le-Grand
- Conseillers sortants : Louis Oberthür (Conservateur), élu depuis 1910 et Emmanuel Pinson (Action libérale), élu depuis 1904.

|          | Emmanuel Pinson * | Action libérale | 1 842 | 83,31 |  |  |  |
|          | Louis Oberthür *  | Conservateur    | 1 831 | 82,81 |  |  |  |
|          |                   |                 |       |       |  |  |  |
| Inscrits | Inscrits          | Inscrits        | 3 770 |       |  |  |  |
| Votants  | Votants           | Votants         | 2 211 | 58,65 |  |  |  |
| Exprimés | Exprimés          | Exprimés        | 1 973 | 89,24 |  |  |  |

*sortant

#### Canton de Saint-Méen-le-Grand
- Conseillers sortants : Édouard Roger (Conservateur), élu depuis 1898, qui ne se représente pas et Joachim Salmon (Action libérale) élu depuis 1910.

|          | Alexandre Villandre | Progressiste          | 1 190 | 57,41 |  |  |  |
|          | Jean Escolan        | Républicain de gauche | 1 102 | 53,16 |  |  |  |
|          |                     |                       |       |       |  |  |  |
|          | Josephe Belliard    | Conservateur          | 909   | 43,85 |  |  |  |
|          | Joachim Salmon *    | Action libérale       | 833   | 40,18 |  |  |  |
|          |                     |                       |       |       |  |  |  |
| Inscrits | Inscrits            | Inscrits              | 3 141 |       |  |  |  |
| Votants  | Votants             | Votants               | 2 443 | 77,78 |  |  |  |
| Exprimés | Exprimés            | Exprimés              | 2 073 | 84,86 |  |  |  |

*sortant